# Antonín Sova
Antonín Sova (né le 26 février 1864 à Pacov et mort le 16 août 1928 dans la même ville) est un poète symboliste tchécoslovaque.
Il fut directeur de la Bibliothèque municipale de Prague.

## Œuvres

### Poésie
- Realistické sloky (1890)
- Lyrika lásky a života
- Květy intimních nálad (1891)
- Z mého kraje (1893])
- Soucit i vzdor (1894)
- Zlomená duše (1896)
- Vybouřené smutky (1897)
- Údolí nového království (1900)
- Ještě jednou se vrátíme (1900)
- Balada o jednom člověku a jeho radostech (1903)
- Dobrodružství odvahy
- Zápasy a osudy
- Zpěvy domova (1918)
- Drsná láska
- Krvácející bratrství (1920)
- Básníkovo jaro (1921)
- Jasná vidění (1922)
- Básně nesobeckého srdce (1922)
- Naděje a bolesti – (1924)
- Drsná láska (1927)
- Vybouřené smutky
- Krvácející bratrství

### Prose
- Ivův román
- Výpravy chudých
- Pankrác Budecius

### Traductions françaises
- Ballade d'un homme et de ses joies (Balada o jednom člověku a jeho radostech, 1903), poème traduit du tchèque et préfacé par Xavier Galmiche, postface de Markéta Theinhardt et de Pierre Brullé, avec huit dessins de František Kupka, musée d’Orsay, éditions des Cendres, Paris, 2002[1].

## Hommages
- (2647) Sova, astéroïde.